# Perlbarsche
Die Perlbarsche (Glaucosoma) sind eine Gattung der Barschverwandten (Percomorphaceae). Sie sind monotypisch in der Familie Glaucosomatidae. Perlbarsche leben im Indopazifik in einem relativ schmalen Gebiet, das von Japan bis Australien reicht.

## Merkmale
Perlbarsche haben einen ovalen, seitlich abgeflachten, hochrückigen Körper mit großem Kopf, großen Augen und großem, schräg nach oben gestelltem Maul. Das Maul ist vorstülpbar und mit dichten Reihen kleiner Zähne sowie mit einigen vorstehenden Fangzähnen besetzt. Ihre Rückenflosse hat acht Hartstrahlen und 11 bis 14 Weichstrahlen. Die Afterflosse hat drei Hart- und zwölf Weichstrahlen. Einige Flossenstrahlen von Rücken-, After- und Schwanzflosse können fadenartig verlängert sein. Perlbarsche werden 30 Zentimeter bis 1,2 Meter lang, haben ein durchgehendes Seitenlinienorgan und 25 Wirbel.

## Systematik
Mit ihren nächsten Verwandten, den Glas- oder Beilfischen (Pempheridae), und weiteren Familien bilden die Perlbarsche in der jüngsten Revision der Knochenfischsystematik die neu aufgestellte Ordnung Pempheriformes (jetzt Acropomatiformes).

## Arten
- Glaucosoma buergeri Richardson, 1845
- Glaucosoma hebraicum Richardson, 1845
- Glaucosoma magnificum (Ogilby, 1915)
- Glaucosoma scapulare Ramsay, 1881